# 梅麗喬
 PC （；1954年7月11日—），加拿大政治人物和商人，2008年至2025年間以加拿大自由黨黨員身份擔任加拿大國會下議院議員，代表卑詩省的溫哥華奎特拉選區，並曾於2013年參選該黨黨魁。她從2019年至2023年間為賈斯汀·杜魯多內閣成員，先後出任加拿大數碼政府部長和加拿大漁業及海洋部及加拿大海岸警衛隊部長，並曾任加拿大國庫委員會主席。在此之前她曾活躍於卑詩省級政壇，2001年至2005年間以卑詩自由黨黨員身份出任卑詩省議會二埠選區議員，期間先後出任該省的水陸空保護廳長和管理服務廳長。

## 早年及個人生活
梅麗喬於南非施韋策爾雷內克出生，7歲時跟隨家人移居加拿大，在卑詩省溫哥華的西灰角區定居。她母親為卑詩大學建築學院首名女性助理教授，父親則營辦測量公司。她從拜恩中學（Lord Byng High School）畢業後到西門菲沙大學修讀醫學預科，其後卻離開該校並聯同丈夫布林克曼（Dirk Brinkman）建立一間植樹公司。該公司一直擴張，於2011年種下第十億棵樹，到2012年在五個國家設有業務。
她於三名子女年幼時重返校園，1992年從西門菲沙大學獲取工商管理碩士學位，以氣候變遷政策作其論文主題，並成為該屆工商管理碩士課程中的頂尖畢業生。

## 晉身省政
梅麗喬表示曾於過去省選中支持卑詩新民主黨，而她亦曾於1990年代獲執政新民主黨省政府委任為卑詩林木資源諮詢委員會成員。然而，她有感新民主黨執政下卑詩省財務狀況欠佳，因此於2000年接納卑詩自由黨羅致，代表該黨參與來屆省選。她於同年8月贏取自由黨的二埠選區候選人資格，再於2001年省選中擊敗競逐連任該區省議員的新民主黨候選人布必力，首度當選省議員。
自由黨於該屆省選擊敗新民主黨上台執政，梅麗喬獲新任省長金寶爾委入內閣，出任水陸空保護廳長（相當於環境廳長）。她任内與黑爾楚克原住民族（Heiltsuk）達成協議，由省政府和該族共同管理哈凱勒克斯巴利斯生態保育區（Hakai Luxvbalis Conservancy Area），並促成溫哥華以北200公里的雲杉湖保護區（Spruce Lake Protected Area）列為省級公園。另一方面，在自由黨省政府奉行緊縮財政和推行有利商界的政策下，水陸空保護廳的預算在梅麗喬任内被削，而省府環保法規的效力亦有所減退。她於2003年-04年間出任加拿大環境部長聯席會主席。
梅麗喬於2004年1月調任省府管理服務廳長，2005年省選則敗於新民主黨候選人歐重勉，無緣連任省議員。

## 聯邦政壇

### 初進國會
梅麗喬於省選失利後轉戰聯邦政壇，2006年聯邦大選中代表加拿大自由黨競逐國會下議院的二埠—高貴林選區議席，以32.53%得票率排行第三，落後於當選的新民主黨候選人白瞳恩和排行第二的保守黨候選人弗賽斯（Paul Forseth）。溫哥華奎特拉選區下議院議員歐禮文於2007年2月宣布退出聯邦政壇後，梅麗喬於同年贏取該選區的自由黨候選人提名，再於2008年3月舉行的補選中以百多票之差險勝保守黨候選人梅麗德（Deborah Meredith），首度晉身國會，並出任下議院國際貿易常務委員會成員。
她於2008年10月舉行的聯邦大選中保著該議席，並獲任為自由黨的民主制度改革事務評議員，2009年則改任該黨的體育及2010年冬季奧運會評議員和下議院衞生常務委員會副主席，2010年起兼任下議院環境及可持續發展常務委員會成員、以及下議院漁業及海洋常務委員會成員。
梅麗喬於2011年聯邦大選中連任國會議員，並獲任為自由黨的旅遊、加西經濟多樣化、亞太門戶及小型企業事務評議員。

### 競逐黨魁

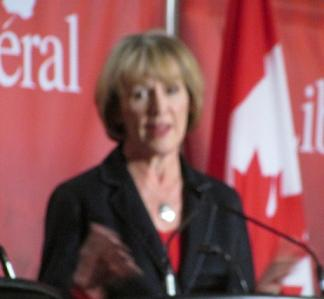
梅麗喬出席自由黨黨魁候選人辯論會（攝於2013年2月）

自由黨於2011年聯邦大選中首次淪為下議院第三大黨，葉禮庭遂辭任該黨黨魁。梅麗喬於2012年11月26日宣布角逐黨魁職位，為唯一一名代表加拿大西部選區及唯一一名擁有政府高層決策經驗的黨魁候選人。
她的競選政綱包括將大麻合法化、引入碳排放稅、取消北方門戶輸油管項目、禁止運油船在卑詩省北部海岸航行、以及確保聯邦政府任命職位中最少40%由女性出任。她建議自由黨、新民主黨和綠黨在來屆聯邦大選於競爭激烈的選區協調，派出一名候選人與保守黨候選人對壘，以確保左翼和中間偏左票源免被分弱；長遠則支持將國會下議院議席的產生方法從相對多數制改為比例代表制。
截止2012年12月末，梅麗喬籌得5萬6千多元競選資金，在眾候選人中排行第五。到2013年3月她的競選資金上升至第三多，達致16萬9千元；同月末則上升至第二多，達致19萬8千元。
這場黨魁選舉中自由黨給予國會下議院308個選區相同比重，各選區獲得100分，每名候選人在各選區的得分等同其得票百分比；候選人需贏取總數30800分的過半（即最少15401分）才可當選。自由黨於2013年4月14日公布選舉結果，大熱門賈斯汀·杜魯多贏取24668分當選黨魁，大幅拋離獲得3130分排行第二的梅麗喬。

### 近期發展
梅麗喬敗選黨魁後復任自由黨的加西經濟多樣化評議員，並兼任該黨的國防事務評議員。
她於2015年聯邦大選中連任國會議員。自由黨在該屆大選重奪執政權，梅麗喬則於同年12月獲任為加拿大國庫委員會主席國會秘書；該職銜則於2018年7月改為加拿大國庫委員會主席及數碼政府部長國會秘書。她於2019年3月獲任為加拿大國庫委員會主席及數碼政府部長，接替因SNC－蘭萬靈事件而辭去內閣職務的費普真。
梅麗喬在2019年聯邦大選中再度連任，並在同年11月20日公布的自由黨少數政府內閣中留任數碼政府部長，國庫局主席職務則由杜克洛（Jean-Yves Duclos）繼任。她於2021年聯邦大選以約43%得票率連任國會議員，再於同年10月公布的內閣名單中調任漁業、海洋及加拿大海岸警衛隊事務部長。
2023年7月，梅麗喬宣布不會在下屆聯邦大選中尋求連任議員，隨之在内閣改組中卸下部長職務，再於2025年議員任期屆滿時卸任。

## 外部連結
- （英文）加拿大國會網站 梅麗喬議員簡介
- （英文）加拿大自由黨網站 梅麗喬分頁 （页面存档备份，存于）